# Sofie Valbjørn
Sofie Valbjørn (født i 12. december 1975 i Maniitsoq, Grønland) er en dansk antropolog, kandidat i socialvidenskab og tidligere borgmester for Alternativet på Fanø.

## Tvivl om borgmesterposten
Ved kommunalvalget den 21. november 2017 fik Alternativet 175 stemmer (7,6 procent) på Fanø, heraf fik Sofie Valbjørn 107 personlige stemmer. Dette gav hende en plads som nummer syv blandt de 11 medlemmer af kommunalbestyrelsen.
Ved forhandlingerne om konstitueringen natten efter valget pegede et snævert flertal (på 6 af de 11 kommunalpolitikere) på Kristine Kaas Krog fra Fanø Lokalliste som ny borgmester.
Lørdag den 9. december 2017 blev det meddelt, at Sofie Valbjørn ville blive ny borgmester, mens den hidtidige borgmester Erik Nørreby (V) ville blive viceborgmester.

### Første borgmester fra Alternativet
Efter kommunalvalget i november 2017 blev Anne Thomas fra Bornholm Alternativets første viceborgmester, mens Niko Grünfeld blev Alternativets første medlem af Københavns Magistrat. Hans titel blev kultur- og fritidsborgmester.
I almindelighed er en borgmester formand for kommunalbestyrelsen og den øverste leder af den samlede kommunale forvaltning. Sofie Valbjørn er den første politiker fra Alternativet, der bliver borgmester i denne betydning af ordet.

## Uddannelse og erhverv
Sofie Valbjørn har en bachelorgrad i antropologi fra Københavns Universitet og en kandidatgrad i socialvidenskab fra Roskilde Universitet. Hun arbejder som specialkonsulent hos Esbjerg Kommune.
Valbjørn er opvokset på Fanø, og hun har boet nogle år i København og Helsingør. I 2013 flyttede hun tilbage til Fanø.
Sofie Valbjørn er gift og har tre børn.